# Jeito Moleque
Jeito Moleque é uma banda brasileira de pagode romântico, formada por Guilherme Albuquerque (voz), Carlinhos (cavaquinho e vocal), Felipe (violões, banjo e vocal), Rafa (percussão e vocal) e Alemão (percussão e vocal). Fundada em 1998, ganhou notoriedade no cenário brasileiro especialmente durante a década de 2000.

## História
O Jeito Moleque nasceu em Santana, Zona Norte de São Paulo (SP), em 1998, quando, após as partidas de futebol jogadas em um clube do bairro, os cinco amigos de infância, Bruno, Carlinhos, Felipe, Rafa e Alemão, se aproximaram dos músicos que tocavam no local e começaram a formar um grupo de pagode universitário, gênero conhecido por misturar influências da música pop com o samba.
O grupo começou a tomar forma profissional no final de 1998, quando, após se apresentar em festas de amigos, o grupo passou a tocar aos domingos num bar da Vila Madalena (SP) para um público formado, em sua maioria, por jovens universitários como os integrantes do Jeito Moleque, que atenderam faculdades de Direito, Publicidade, Economia e Turismo antes de se dedicarem completamente à música. Com o sucesso conquistado na casa, o grupo foi convidado para ser atração do Capitolium Beer, no bairro dos Jardins (SP). É nesse período em que entra em cena Fábio Ponte, empresário e sócio do Jeito Moleque.
A partir de 1999, o Jeito Moleque começa a se apresentar nas casas da Vila Olímpia (SP), é quando aparece no repertório sua primeira música autoral, Amizade Verdadeira. O grupo passa também a participar de eventos e shows de axé music comandados por nomes como: Babado Novo, Chiclete com Banana e Ivete Sangalo.
Incentivados pelo produtor Arnaldo Saccomani, o Jeito Moleque gravou, ao vivo, em 2003, seu primeiro disco solo (antes, o grupo já havia gravado participações em um álbum coletivo, Pagode, Cerveja & Feijoada, e em uma coletânea da casa noturna Cabral). O CD intitulado Jeito Moleque foi lançado em 17 de junho de 2004 com show no Armazém da Vila, São Paulo. No repertório, as regravações de sucessos de Leoni, Fundo de Quintal e Jovelina Pérola Negra já mostravam o ecletismo da banda. O disco apresentava, ainda, um pot-pourri de partidos de alto quilate, contrastando com um pot-pourri de reggaes como Stir it Up.
Com o aumento no número de shows e de público em 2004, além do aumento da execução de músicas como Eu Nunca Amei Assim, o Jeito Moleque assinou, em janeiro de 2005, um contrato com a Universal Music. Com essa nova parceria, o grupo gravou o CD e DVD Me Faz Feliz, captados ao vivo em show na hoje extinta casa de shows Olympia, uma das mais tradicionais de São Paulo (SP). O lançamento do CD e DVD Me Faz Feliz ampliou a projeção do Jeito Moleque, que percorreu o Brasil com o show de lançamento deste álbum ao longo de 2005 e de 2006.
Já em abril de 2007, a Universal Music lançou o álbum O Som do Bem, que contava com músicas compostas pelos próprios integrantes do Jeito Moleque e experimentações musicais com beat box, recurso usado nos discos de rap.
Ainda em 2007, o Jeito Moleque gravou o CD e DVD: Ao Vivo na Amazônia, gravado em Manaus em dezembro daquele ano em show feito para público superior a 20 mil pessoas. O projeto tinha como objetivo chamar a atenção dos jovens fãs do grupo para a importância das questões ambientais. Além disso, todo o material gráfico do CD e do DVD foi produzido com papel reciclado, atitude que o grupo já havia tomado desde seu disco anterior - e a banda convidou 50 jovens universitários para atuar como monitores ambientais durante o show.
Em 2009, o Jeito Moleque gravou o CD e DVD: 5 Elementos, na casa de eventos The Week, em São Paulo (SP) com as participações especiais de Demônios da Garoa, Thiaguinho do Exaltasamba, Grupo Revelação, Tati Portella do Chimarruts e Walmir Borges. Em um evento fechado para apenas 1.500 convidados, o grupos apresentou 18 canções inéditas em dois palcos, que visavam chamar a atenção do público para a temática do meio ambiente urbano. Em decorrência do projeto ambiental desenvolvido pelo grupo, o Jeito Moleque trouxe, nos Extras de seu novo trabalho, o mini-documentário "Ando Preservando", além do making of da turnê realizada nos Estados Unidos.
Em 22 de abril de 2016, o grupo anunciou em sua página oficial do Facebook a sua separação, pausando as atividades de 17 anos de carreira alegando divergências com o então vocalista Bruno Diegues, que seguiu em carreira solo. No ano seguinte foi especulada a volta do grupo, o que se concretizou oficialmente em 24 de agosto de 2017, com o retorno da formação original, a exceção de Diegues, substituído por Gui Albuquerque. Ainda em 2017, o Jeito Moleque lançou nas plataformas digitais o álbum "Ao Vivo em Floripa", com registro do primeiro show de retorno do grupo. Em 2019, o Jeito Moleque lança o DVD "Amo Noronha", gravado na ilha de Fernando de Noronha no ano anterior.

## Integrantes
- Guilherme Albuquerque: Voz
- Rafa: Percussão e Vocal
- Felipe: Violões, Banjo e Vocal
- Carlinhos: Cavaquinho e Vocal
- Alemão: Percussão e Vocal

## Discografia
- Eu Nunca Amei Assim (Independente, 2003) (CD)
- Me Faz Feliz: Ao Vivo (Universal Music, 2005) (CD e DVD)
- O Som do Bem (Universal Music, 2006) (CD)
- O Som do Bem - Ao Vivo (Universal Music, 2007) (CD)
- Ao Vivo na Amazônia (Universal Music, 2008) (CD e DVD)
- 5 Elementos (Sony Music, 2009) (CD e DVD)
- Viva Vida (Som Livre, 2012) (CD)
- Amo Noronha (2019) (CD, DVD e download digital)
- Me Faz Feliz Em Casa (2021) (DVD, streaming e download digital)
- Pagode do Jeito (2022) (DVD, streaming e download digital)
- Chama (com Onze:20) (2023) (DVD, streaming e download digital)